# العمال يتركون مصنع لومييه
العمال يتركون مصنع لومييه هو فيلم وثائقي تم إنتاجه في فرنسا وصدر في سنة 1895. الفيلم من إخراج الإخوة لوميير.

## وصلات خارجية
- العمال يتركون مصنع لومييه على موقع IMDb (الإنجليزية)
- العمال يتركون مصنع لومييه على موقع ألو سيني (الفرنسية)
- العمال يتركون مصنع لومييه على موقع أول موفي (الإنجليزية)
- العمال يتركون مصنع لومييه على موقع فيلمافينيتي (الإسبانية)
- العمال يتركون مصنع لومييه على موقع قاعدة بيانات الأفلام السويدية (السويدية)
- العمال يتركون مصنع لومييه على موقع قاعدة بيانات الفيلم (الإنجليزية)
- العمال يتركون مصنع لومييه على موقع ليتربوكسد (الإنجليزية)
- العمال يتركون مصنع لومييه على موقع كينوبويسك (الروسية)